# یوزفینه پرویس
یوزِفینه پرویْس (به آلمانی: Josefine Preuß) (زادهٔ ۱۳ ژانویهٔ ۱۹۸۶) هنرپیشهٔ اهل آلمان است. او از سال ۲۰۰۰ تاکنون مشغول فعالیت بوده‌است.
از فیلم‌ها یا برنامه‌های تلویزیونی‌ که او در آنها نقش داشته‌است می‌توان به یاقوتی (۲۰۱۳) اشاره کرد.